# Sarops rea
Sarops rea är en stekelart som beskrevs av Nixon 1942. Sarops rea ingår i släktet Sarops och familjen bracksteklar. Inga underarter finns listade i Catalogue of Life.